# 国鉄キハ04形気動車

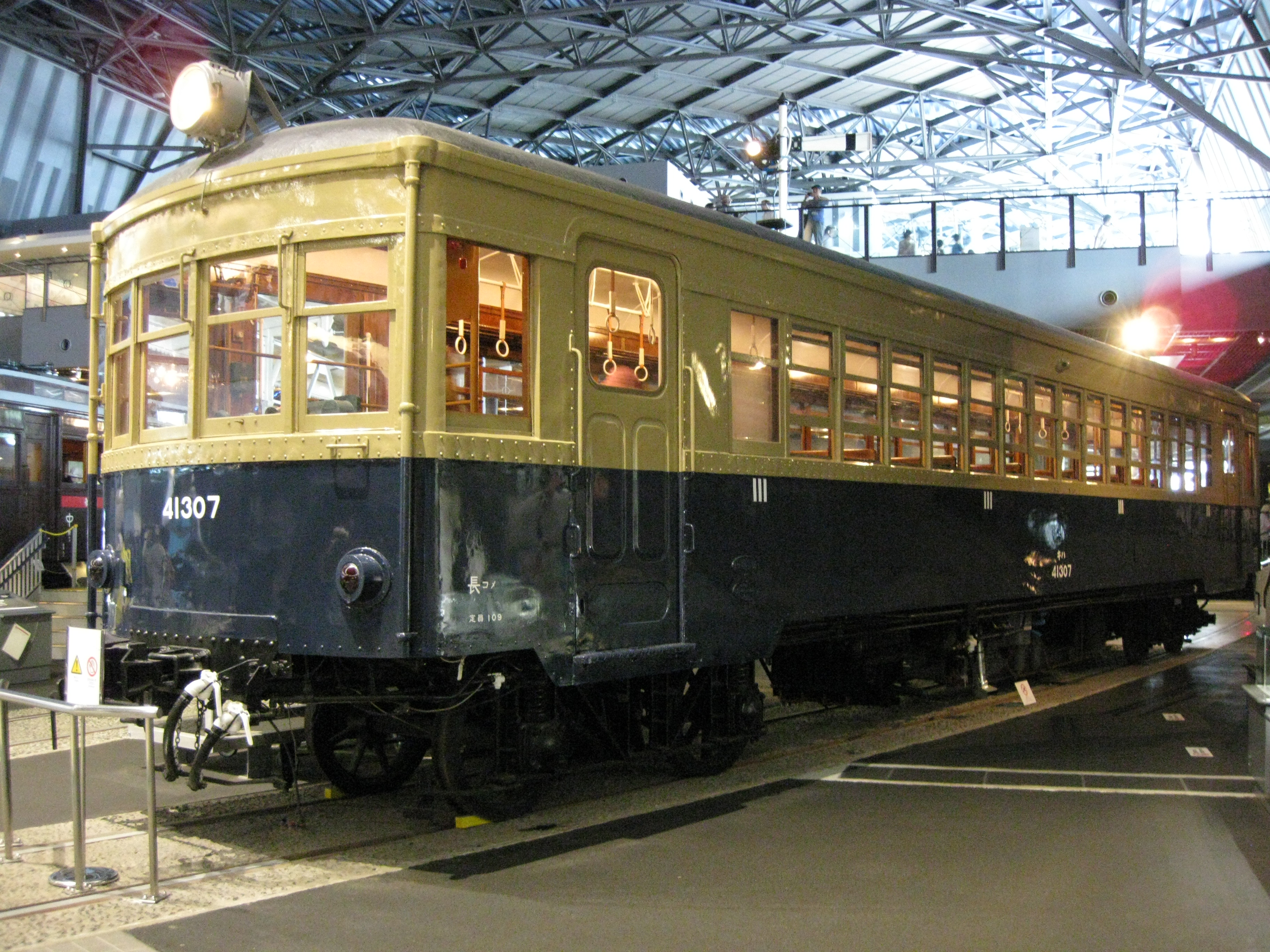
鉄道博物館に展示されているキハ41307（筑波鉄道キハ461を製造時の姿に復元）

国鉄キハ04形気動車（こくてつキハ04がたきどうしゃ）は、かつて日本国有鉄道（国鉄）に在籍した、一般形機械式ディーゼル動車である。
ここではその前身である鉄道省キハ41000形と同系のキハ05形・キハ06形、および改造により派生した各形式を合わせて解説する。
キサハ04形とキハ41000形の姉妹車両である鉄道省キハ40000形についてはそれぞれの項目を参照。

## 概要
本形式は1932年（昭和7年）に鉄道省が設計し、1933年（昭和8年）に竣工したキハ36900形（竣工直後の称号改正でキハ41000形）を第一陣とする一連の16 m級機械式気動車シリーズを、太平洋戦争後の機関換装によりディーゼル動車化し、形式称号を変更したものである。
設計全般は鉄道省によるものだが、その構造・機構面での基本となったのは、これに先立って日本車輌製造（日車）本店が開発した、日本初の18 m級ガソリンカーである江若鉄道C4形（1931年製造）などの私鉄向け大型気動車であり、その影響は、4枚窓構成の前面窓、型鋼と薄板を多用して軽量化された車体、菱枠構造の軸ばね式台車、それに駆動メカニズムなどに、顕著に現れている。これらは日本車輌製造が1920年代末期から試行錯誤を繰り返した末に実用領域に到達したものであった。
しかし、鉄道省36900形には日本車輌式のシステムやノウハウ、あるいは設計がほとんどそのまま導入されているにもかかわらず、鉄道省・国鉄側の設計担当者はこれについて一切言及していない。そればかりか、日本車輌製造が特許や実用新案を保有していた設計や機構について、鉄道省がその使用料を支払った形跡は発見されていない。
気動車の分野に限らず、鉄道省および後身の日本国有鉄道の技術陣には、日本国内での圧倒的な最大手ユーザーという強い立場もあって一種の官尊民卑意識が強く、民間メーカーの独自開発技術をそのまま導入した場合でさえ、そのことに言及しないか「共同開発」という表現で実態を曖昧にする事例が少なくなかった。当時の設計担当者・北畠顕正は、キハ36900形開発から60年余りを経た最晩年にインタビューを受けたが、日本車輌製造からの技術導入・援用についてはまったく言及せず、その全てを鉄道省で開発したかのように証言している。
1936年（昭和11年）までに138両が新造されたキハ41000形、および試作ディーゼル機関搭載車であるキハ41500形（初代）2両の計140両は、木炭ガス発生炉を搭載して代燃車として運行された一部を除き、戦時中の燃料統制で一時使用を停止されていたが、戦後になって一部が天然ガス動車化の上で復活した後、燃料事情の好転を受けて1950年（昭和25年）以降、機関を各種新型ディーゼルエンジンへ換装しディーゼル動車として再生された。
その結果これらは使用燃料や搭載機関の相違から、一旦キハ41200形・キハ41300形・キハ41400形・キハ41500形（2代目）の4形式に細分された。

## 構造

### 車体

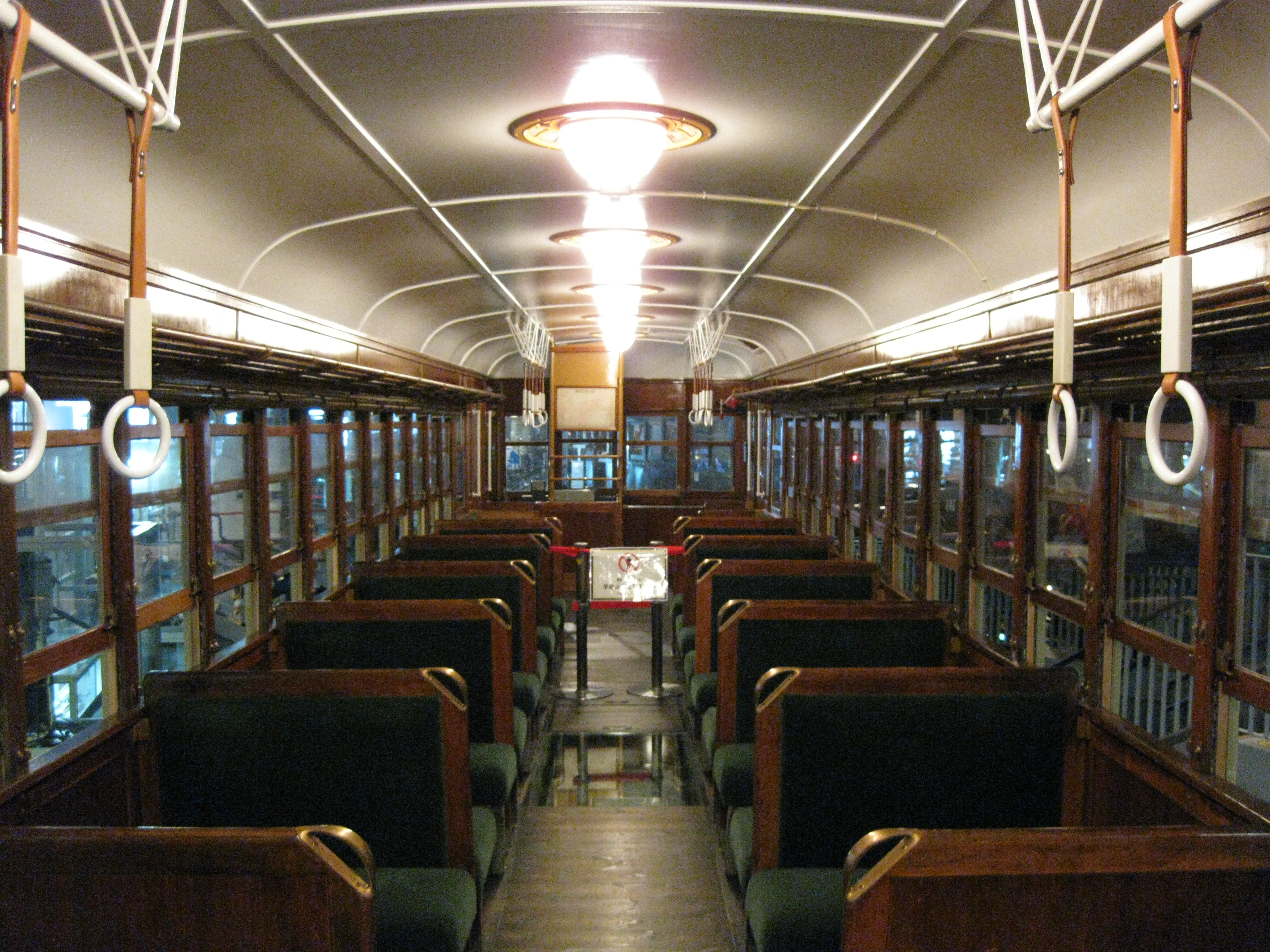
車内（鉄道博物館キハ41307）

窓配置1D (1) 14 (1) D1（D：客用扉、(1)：戸袋窓、数字：側窓数）、車体長15,500 mm、車体幅2,600 mm（乗降用ステップを含む最大幅は2,650 mm）、全高3,535 mmの半鋼製軽量車体で、各部には型鋼が多用された。その形鋼組立台枠は客車のような車端衝撃入力は考慮せず、垂直荷重のみを考慮した設計としており、また補強用の当て板の類を極力廃し、特に強度を要する台車枕梁上部・機関吊り下げ部以外は溶接組み立てとした。結果、自重は鉄道省公称値で約20 tと、設計当時の鉄道省制式車両では異例の軽量設計であった。製造を担当した日本車輌製造が発行したカタログでも自重20.09tと記載されており、実測値に即した公称値であったことが分かる。
側窓は木枠による2段上昇式で戸袋窓と客用扉にも横桟があり、プラットホームの高さが低い地方線区での使用を前提として、客用扉は1段ステップ付きであった。前面窓は先行した江若鉄道キニ4に倣ってこちらも2段上昇式の4枚窓構成で、運転席のレイアウトの都合もあり、窓幅は左右両脇が500 mm、中央寄り2枚が580 mmと中央部がやや幅広とされている。
前面は空気抵抗低減のため半流線型が採用された。屋根は木製帆布張りで、軽量化のために雨樋が省略され、扉上部に水切りが取り付けられた。
車内は混雑を考慮して扉付近をロングシートとするセミクロスシートとなった。戸袋部がロングシート、それ以外が対面式配置の背摺りの低い固定式クロスシートで、ロングシート部には吊革が設けられていた。定員は109名である。
塗装は竣工当時はぶどう色1号で、配置・時期により赤帯の有無があった。この際、当時試行されていたラッカー塗料を用いたものには正面に「ラ」の文字が記入されていた。ぶどう色1号の時期は短く、塗装規定変更により1935年（昭和10年）以降、キハ42000形同様、上半黄かっ色2号、下半青3号の2色塗り分けに変更された。

### 主要機器

#### 機関

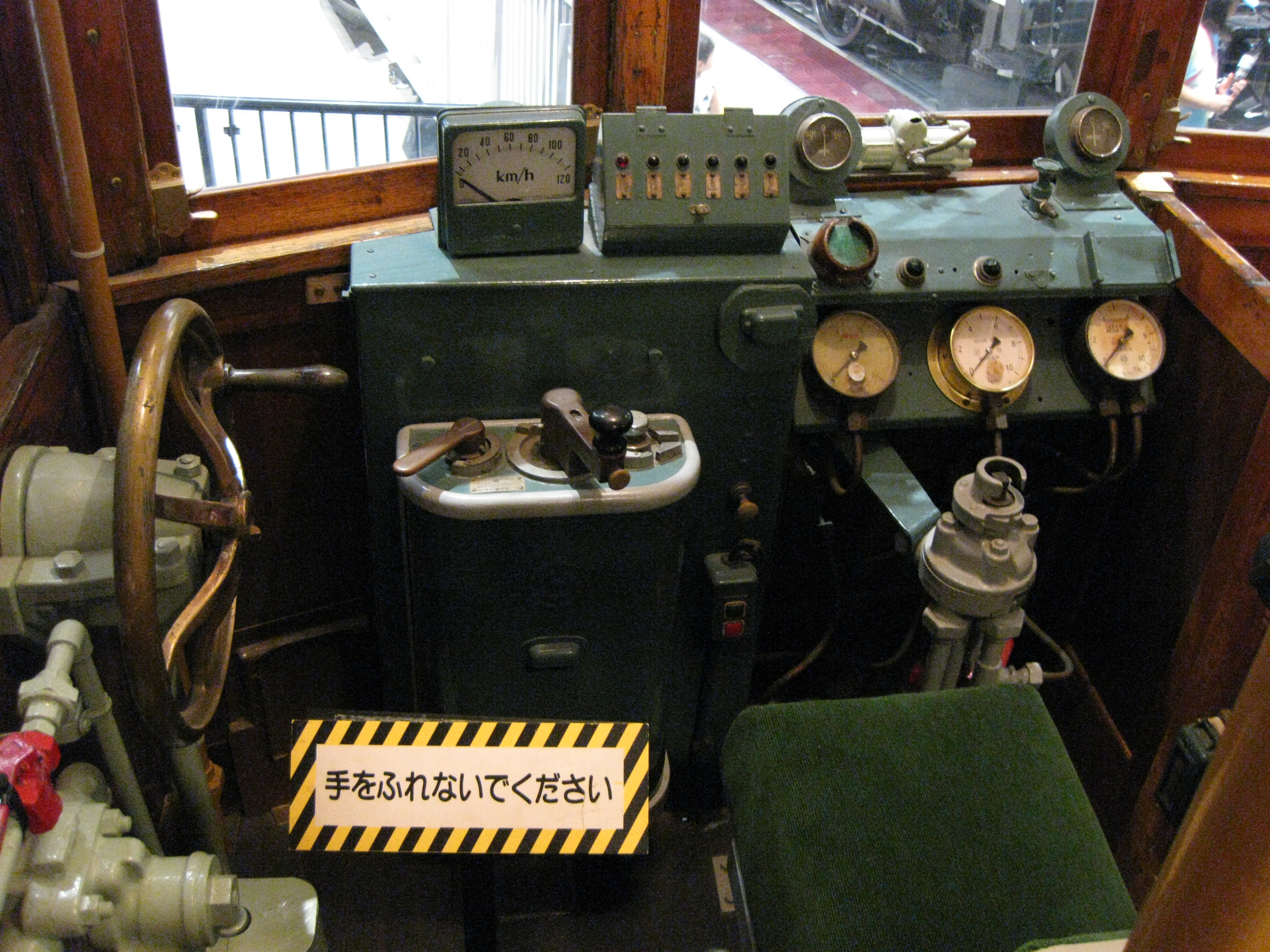
運転台（鉄道博物館キハ41307）この個体は液体式変速機搭載に改造されており、ブレーキ弁および手ブレーキハンドルを除いては、液体式用主幹制御器、計器類をはじめ、新造時とはレイアウトを異にする

エンジンは鉄道省が民間メーカーと共同で設計した連続定格出力100 PS (90kW) /1,300 rpmのGMF13を搭載する。GMはガソリンエンジン、Fは6気筒（Aから数えて6番目）、13は総排気量13 Lを意味する。
この機関は当時江若鉄道などの私鉄が採用していたウォーケシャ社 (Waukesha Motor Co.) 製の「Big Six」こと6RB（連続定格出力105 PS/1,300 rpm）などの輸入大型機関に代わるものとして、それらに比肩しうるスペックで設計された国産品である。日本のエンジン技術が十分な水準と言えなかった当時、あえて自国開発設計のエンジンを採用したのは、国産化を重視した鉄道省の方針を反映したものといえる。構造面では、当時相前後して鉄道省も開発に関わったバス・トラック用大型シャーシ「商工省標準型式自動車」（のちの「いすゞ・TX」車の前身）用に石川島自動車が開発した6気筒ガソリンエンジン「スミダX型」との近縁性が指摘されている。
シリンダブロックが肉厚なこともあり、出力の割には比較的重いエンジンである。これは、当時のガソリンエンジンは一般に摩耗対策が進んでおらず、シリンダ内部の摩耗が速かったため、シリンダ摩耗後にこれを削正（ボーリング加工）、新たなライナーを打ち込んでさらに再削正する再生措置が常識化しており、最初からその削りしろを考慮したつくりにされていたのが一因である。エンジン側面に装備されベルト駆動される空気圧縮機は、比較的小容量な2気筒式のC-420であった（名称はのち容量相当の端数を切り捨てたC-400となり、液体式気動車にも使用された）。
キャブレターは大型のアップドラフト式を1基装備とする平凡堅実な手法で、初期にはアメリカの著名なキャブレターメーカーの一つ、ストロンバーグ製「UT-5」を装備し、その後、1932年（昭和7年）に設立された新興の国内メーカーである日本気化器がほぼコピーした同等品「トキハ」に切り替えている。サイドバルブエンジン側面の低い位置にキャブレターを配置する構造のため、燃料は床下吊り下げの300Lタンクからポンプなし、フィルターを介するのみの配管で重力供給された。
補機類の中で唯一、点火プラグのみは国産化できず、輸入部品のボッシュ社製点火プラグが純正指定品となっていた。鉄道省は廉価に安定供給可能でかつ国内産業育成に資する国産品採用を原則としていたため、あえて高価な輸入品を選択したことは、国産点火プラグの品質水準がいかに不十分であったかの裏返しといえる。十分な性能と品質の点火プラグを量産できなかったことは、当時の日本製ガソリンエンジン一般の最大のウィークポイントであった。その他の電装系補機類については点火コイルも含め、ボッシュの設計を模した芝浦製作所、東亜電機（1937年に日立製作所に合併、同社戸塚工場となる）の製品を装備していた。
GMF13は当時の日本の工業水準が反映され、実用性ではウォーケシャ6RBに大きく劣り、特に低温時の始動性に問題があった。このため、輸入エンジンに比肩する大型エンジンとして鉄道省以外の外地鉄道路線や私鉄路線に導入された事例もあったものの、寒冷地では樺太庁鉄道をはじめ、発注時にGMF13を避けてウォーケシャ6RBを指定する事業者や、一時国産機関を採用したもののすぐに輸入機関に戻す事業者が少なからず存在した。
ラジエーターは床下搭載され、特に冷却ファンを持たずに走行風圧のみで放熱する自然通風式とされた。

#### 変速機・クラッチ
変速機はキハニ5000形に引き続き、4速手動式、4速を直結とした鉄道省独自設計品であるD211が採用されている。
クラッチについても国産品が採用されたものの、その実は「ロング式」と称する、私鉄向け気動車で実績のあるアメリカ・ロング社製34A形円錐クラッチのデッドコピー品である。

#### 逆転機
キハニ5000形の設計を踏襲して、向かい合う2組のベベルギアを子歯車とし、これらを軸方向にスライドさせていずれか一方を親歯車にかみ合わせることで回転方向を逆転させる、D207傘歯車摺動式逆転機が採用された。逆転機の減速比は3.489である。
これに対し、この逆転機を含む機関系各機器の裝架方法は大幅に変更され、日本車輌製造本店が開発した方式が全面的に採用された。車体装架の機関台枠上に、エンジン・クラッチ・変速機を搭載した。動力はユニバーサルジョイントを備えたプロペラシャフトを介して台車装架の逆転機に伝達されている。
この逆転器搭載構造は日本車輌製造の実用新案で、回転トルクによる本体の転動を防止するために動台車のトランサム（横梁）と2本の平行リンクで結合される逆転機で車軸を駆動する、簡潔かつ当時としては合理的なシステムである。逆転ギアそのものは、当時一般的な、2組の向かい合った笠歯車を左右にスライドさせて回転方向を変更するシステムで、最終減速段の大歯車を含むギアボックスと一体化され、水平に近い2本のリンクでエンジンのトルクによる本体の転向を防ぐ構造であった。この日車開発の逆転機支持方法は完成度が高く、戦後まで長らくこれを凌駕しうる代替手段は開発されなかった。他メーカーは日車が保有する実用新案の回避を目的として別方式を採用したが、日本車輛の方式よりも優れたものを作ることは出来なかった。このため競合各社には、日車製逆転機を購入したり、有償で同型品を製作した例もあった。しかし鉄道省がこれに関する使用権を、料金を支払って取得した形跡は今のところ発見されておらず、車両発注数の調整（日本車輌への車両発注を意図的に増やす）で相殺した可能性が高い。
この方式にはユニバーサルジョイントに無理な負荷がかからず、逆転機部分（ファイナルギア）のギア比（最終減速比）を変えることで走行特性の変更が容易に行え、機関台枠部分の仕様を走行特性の異なる形式間で共通化可能、という製造・保守上の大きなメリットがあった。この仕様は、鉄道省でも本形式に引き続き設計されたキハ40000形で勾配線区及び貨車牽引用にギア比を変更する必要が生じた際に有効に活用された。このためキハ40000形の逆転機は本形式のD207でなく、基本構造が同じだが減速比4.057としたD206に変更されている。こうして制式気動車に採用され、川崎車両などの他の各社でも同型車両が量産された結果、日車式の駆動系は、以後の日本の機械式・液体式気動車における標準的な駆動系レイアウトとなった。
なお、この方式は逆転機内の親歯車の軸の中心線と子歯車の軸の中心線が直交するため、親歯車側の軸をそのまま延長してもう一組の逆転機に動力を伝達する、という手法を採ることができず、1台車2軸駆動を実現するには、チェーンあるいはサイドロッドなどによる必要があった。しかも、ギアボックス一体構造の重い逆転機が車軸に吊り掛けられているため、電車の吊り掛け式ほどではないにせよ、台車のばね下重量が大きくなるという問題もあった。このため、日本の気動車においてはキハ90・91形以降、変速機に逆転機を内装して台車側には減速機のみ搭載する方式を採用（この方式の場合も、1台車2軸駆動を実現するには推進軸の干渉を避けるために台車のボルスタをなくし、Zリンク式の仮想心皿を採用（ボルスタレス台車）する必要があり、合わせて枕ばねのダイレクトマウント方式によるダイアフラム形空気ばね化が必須であった）が一般化するまで、これらの問題回避、特に1台車2軸駆動の実用化には様々な困難がつきまとうこととなった。

#### 台車

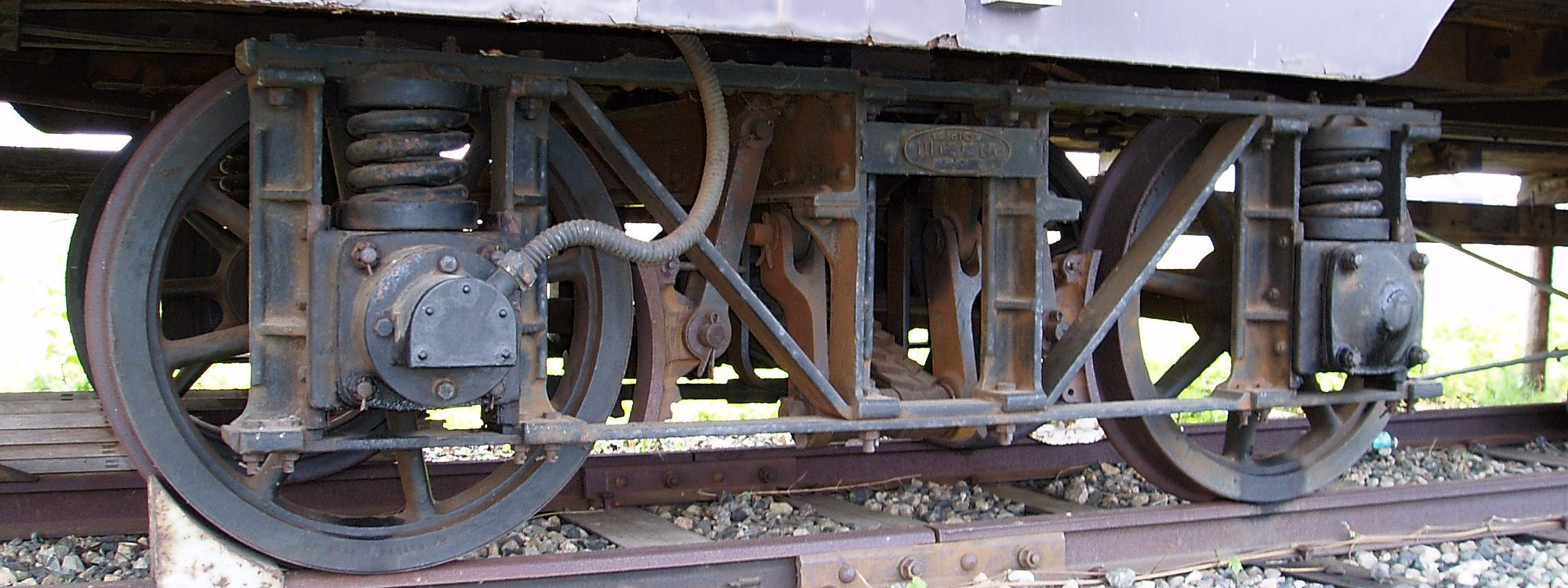
TR26形台車

台車は菱枠構造（アーチバー式）のペデスタル支持軸ばね式台車であるTR26（軸距1,800 mm）である。これは設計当時、日車本店が各地の私鉄向け気動車に供給していた標準型台車（BB75など）を基本として、各部寸法を調整して再設計されたもので、何より軽量であることを重視した構造の台車である。日本車輛等の原型台車に倣って台車端梁はない。幅員と車軸長を詰めるため車軸はこの時代の国鉄車両で多用されていた標準軌対応可能な「長軸」を使わず、狭軌専用の短い「短軸」、それも許容荷重の小さい「7t短軸」を用いた。最初にキハ36900として製造されたグループでは、廃車になった旧型貨車発生品の7t短軸を、検品のうえ軸受部研削して再利用したという。
なお、軸受には当時の鉄道省の車両では珍しいスウェーデンのSKF社製のローラーベアリングを使用していた。これは非力な機関出力を前提に極力走行抵抗を軽減することを目的として採用されたものである。後には日本精工 (NSK)、東洋ベアリングなどが製造したほぼ同等規格の国産品も採用された。
電車や客車等でのローラーベアリング採用は戦後まで一般化しなかったが、気動車ではその黎明期からローラーベアリングが多用されており、本形式の設計された時期には半ば当然の装備となりつつあった。

#### ブレーキ
ブレーキは自動空気ブレーキと直通ブレーキを併用した新設計のGPSブレーキが搭載された。
先行するキハニ36450形ではGAブレーキと呼称するA動作弁による自動空気ブレーキが搭載されていたが、長大編成での運転を考慮しないため、機構的には制御弁が電車用のAブレーキと比較して大幅に簡素化されていた。本形式も1両での運転が主体で、連結運転についても客車列車や電車のような長大編成はやはり想定外であったことから、必要に応じ連結運転に対応する自動空気ブレーキと単行限定ながら応答性の良い直通ブレーキを切り替え可能で、なおかつ軽量な新型ブレーキ装置が設計されている。

#### 連結器
連結器は日本車輌製造設計の簡易式連結器を、国有鉄道鉄道建設規定に適合するよう一部修正を施した上で採用した。この連結器は軽量であるが強度が小さいため、回送時には連結器に負担がかからないように列車最後尾に連結する必要があった。戦時中に代用客車化された際に並形自動連結器へ交換する例があった他、戦後は新開発の日本製鋼所製小型密着自動連結器へ交換された車両もあり、簡易式連結器のまま残ったものは多くない。

## 形式別解説

### キハ36900形・キハ41000形
第1陣はキハ36900形（キハ36900 - 36935）として竣工し、1932年度に36両が製造された。初期故障も発生したが克服され、1933年夏頃より営業運転を開始した。1933年度予算で製造された第2陣以降は称号改正でキハ41000形（キハ41036 - 41137）として竣工し、客車の形式を間借りしていた形から独立した。キハ36900形として登場したグループもキハ41000形（キハ41000 - 41035）に改称された。
キハ41000形は1936年度までに138両が製造され、以後は車体長が長く機関出力を大きくしたキハ42000形（後のキハ07形）の量産に移行した。

### 試作ディーゼル動車（キハ41500形）
キハ41500形（初代）として1934年（昭和9年）、1935年（昭和10年）に新製された2両（キハ41500・41501）にはGMF13に代わる6気筒100PS級ディーゼルエンジンの試作機が搭載されている。これらは、同じく試作ディーゼル機関を搭載したと同様に、新潟鉄工所および三菱重工が競作した試作機関であり、メーカー形式名はそれぞれLH6X、6100VDであった。
キハ41500・41501の2両は国鉄初のディーゼル動車として名古屋機関区に配置され、各種試験にも使用された。1936年には8気筒エンジンも登場してキハ42500形3両で搭載されたが、太平洋戦争でディーゼルエンジンの研究が中断したため、制式ディーゼルエンジンの完成は1951年となった。

### 天然ガス動車への改造車（キハ41200形）
戦後の混乱期の中、天然ガスの産地であった千葉・新潟地区においては、燃料に天然ガスを用いる天然ガス動車が本格導入されることになった。キハ41000形のうち、キハ41002・41019 - 41021・41033・41034・41053・41056・41060・41077・41088・41127の合計12両について、1948年（昭和23年）よりガソリンに代えて天然ガスを燃料とする天然ガス動車へ改造し、区分のためキハ41200形（キハ41200 - 41211）という新形式となった。
この天然ガス動車はガソリン使用時の約80%に出力低下したものの、始動不良やエンジン損傷などの問題は、木炭ガス発生装置など他の代替燃料車に比べれば良好であった。天然ガス輸送用貨車としてトキ900形の改造車も登場している。
天然ガス動車は現地にて「ガスカー」の愛称で親しまれたが、ガスが燃料としては高価であったことや、ガス充填の手間がかかること、ガス爆発のリスクなどの問題を抱えており、その後の機関老朽化とディーゼル機関の実用化、燃料統制の解除によって役割を終えることになる。1952年にDMF13に換装されてキハ41300形に改称された。

### DA55への換装車（キハ41500形）
燃料事情の好転を受け、1950年（昭和25年）から1952年（昭和27年）にかけてキハ41000形73両（試作ディーゼル動車キハ41500形を含む）の機関を日野自動車製DA55に換装してディーゼル動車化する工事が実施された。この換装により誕生したのがキハ41500形である。
DA55は、1930年代末期から開発が進められ、戦時中に量産された陸軍統制型機関の後裔の一つであり、当時すでにトレーラーバスT11B型などに搭載されていた。キハ41000形の車体重量に対しては出力が低く、勾配線区での使用には適さないものの、既に使用実績があり故障も少なく実用的であった。

### 戦後新製車（キハ41500形41600番台）
1951年（昭和26年）には、このキハ41500形と同仕様で車体設計を多少修正した車両が50両新造された。ディーゼル機関はDA55を採用し、番号は41600 - と区分されたが形式はキハ41500形で、外観上では車体が全溶接構造でリベットがなくなり、屋根に雨樋が追加された。

### DMF13への換装車（キハ41300形）
1952年に天然ガス動車キハ41200形のディーゼル化にあたりDA55かDMF13のどちらを採用するかの検討が行われ、出力面の問題からDMF13が採用された。この改造は試作ディーゼル動車であった旧キハ41500形（初代）の2両、およびキハ41500形の一部に対しても行われ、共にキハ41300形（キハ41300 - 41335）に改称された。

### DA58への換装車（キハ41400形）
キハ41500（2代）形に搭載されたDA55は良好な使用成績であったが、やはり出力が不足であった。そのため一部の車輛は出力強化を図って1954年度（昭和29年度）に機関をDMF13に換装し、キハ41300形に編入されていた。DA55の強化形であるDA58が開発されたのを契機に、出力強化はDA55をDA58に改造して行われることとなり、1955年度（昭和30年度）より実施され、形式はキハ41400形に変更された。
エンジンの改造にあわせて各部の更新修繕も行われることとなり、痛みの見られる戦前製の車輛から改造が行われ、1956年度（昭和31年度）末までに戦前製のキハ41500形は全てキハ41400形に改造された。

## 1957年の形式称号改正
1957年（昭和32年）の形式称号改定で、両数が増加した気動車の形式の整理が行われ、キハ41000グループについては、搭載機関の相違を根拠としてキハ04形・キハ05形・キハ06形の3形式に区分・改番された。また塗装についても、1959年（昭和34年）からは、ウインドシルより上をクリーム4号に、腰板部を朱色4号とした2色塗りに変更された。なお、使用線区によっては、幕板部の一部または全てを朱色4号に塗られた車両もあった。

### キハ04形

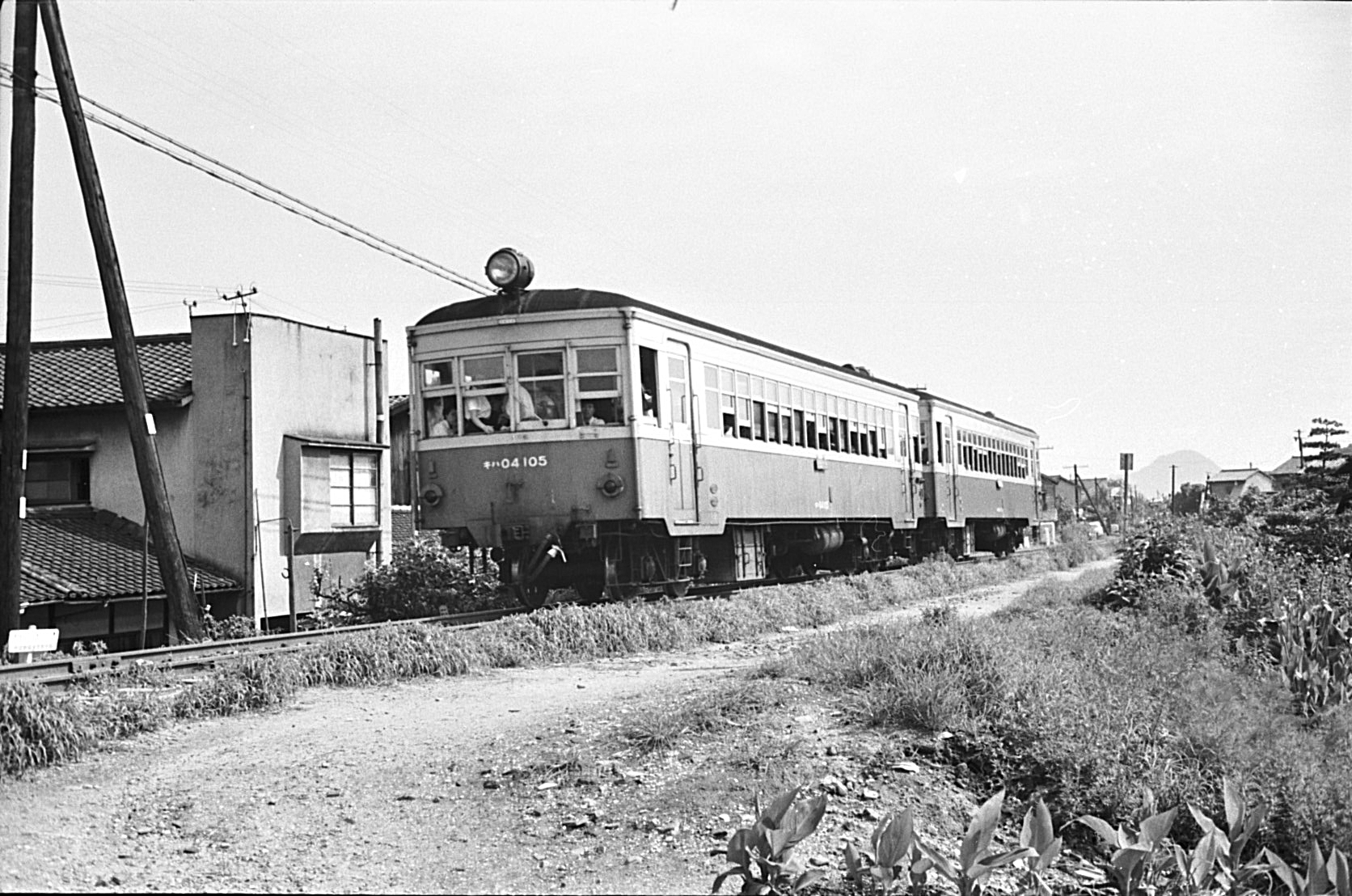
宇品線で運行中のキハ04 宇品発広島行 2両編成

DMF13搭載のキハ41300形を改番したグループ。一部はキサハ04形200番台や、キクユニ04形に改造された。

### キハ05形
DA58搭載のキハ41400形を改番したグループ。
北海道配属車の一部が、1962年5月から1963年9月までの短期間ながら、釧網本線・標津線直通の準急「らうす」に運用された事例があり、国鉄機械式気動車としては唯一の有料優等列車運用のケースである。

### キハ06形
DA55搭載のキハ41500形（この時点では、戦後製のキハ41600 - のみ在籍）を改番したグループ。

### 1957年称号改正後の改造車

#### キハ05形追加改造車（50番台）
1957年度（昭和32年度）にキハ06形から追加改造された車両もあり既存車の続番となった。追加改造車は車輛番号が偶然にも50番から付番されているため、便宜上50番台と呼ばれることもある。なおキハ06形からの改造車は、のちに全てキニ05形に改造された。

#### キハ04形100番台
キハ06（一部100番台）のエンジンを、DA55から（キハ04形0番台の廃車発生品を含む）DMF13に換装して出力増強したもの。10両が登場した。

#### キハ06形100番台
キハ06形を液体式気動車と総括制御運転が可能なように改造した車輛。液体式気動車と連結運転時は気動制御車として機能する。8両が改造されたが、このうち3両は、キハ04形100番台に再改造されている。

#### キニ05形
1960年（昭和35年）にキハ05形の50 - 58（いわゆる50番台車）から改造された荷物ディーゼル動車。荷重6トンで、荷物の積み下ろしのため、片側2か所に1,800 mmの両開き扉を新設し、床下補強等を実施した。全車四国で運用されたが、1966年（昭和41年）に廃車された。

#### キクユニ04形
両毛線用の郵便荷物制御気動車（合造車）として、1961年（昭和36年）にキハ04形キハ04 30から改造された。液体式気動車と併結可能なよう制御回路が改造され、連結器も小型密着自動連結器に交換された。改造は1両のみで、キユニ16形キユニ16 10への置き換えにより1965年（昭和40年）に廃車された。

## 変遷

### 液体変速機試験
1936年（昭和11年）から1940年（昭和15年）にかけ、梅小路庫のキハ41038・41105の2両を使用して液体変速機の試験が行われている。
これは神戸製鋼がスウェーデンのユングストローム (Ljungstrom) 社からリスホルム・スミス式のDFR1.15液体変速機のライセンスを得て製造した「神鋼式流体自動変速機」ことDF1と、大阪鉄道局の小宮山勉技手が考案した、重連総括制御用の回路を搭載していた。この回路は各車の搭載機関の遠隔制御を電磁空気リンクで行うもので、1940年（昭和15年）の試験時にはほぼ完成の域に達しており、関西本線、和歌山線、片町線、姫新線などで試運転を実施しているが、戦前の時点では量産化には至らなかった。1941年（昭和16年）にはディーゼル化をする計画で神戸製鋼所に機関を発注したが実現しなかった。なお、この際の液体変速機が、戦後TC-2として実用化されたものの原形である。小宮山技手は戦後、液体式気動車の量産が軌道に乗った後で、このシステム考案の功績により当時の国鉄工作局長より感謝状を受けている。

### 車輪・車軸交換
ディーゼルエンジン化の過程で41000・42000形機械式気動車各車では、トルク増大の影響から起動時に駆動軸周りの車軸・車輪スポークの折損事故が多発したため、1952年には早くもキハ41500形63両の動軸を、細く脆弱な部分のある在来型（図面番号VC4394タイプ）から、脆弱部の段差をテーパー状にして強化した車軸（図面番号VC4383タイプ）に交換している。もっともこの折損現象は、単なる強度不足ではなく、起動時に車輪踏面と軌条面との間に粘着とすべりが短い周期で繰り返されて動軸に発生した捩り振動が、自励振動の形を採ることで（本来は相応に強度がある）動軸の亀裂・折損に至るという、単純ならざる原因で多発したものであった。これが解明されたのは1954年末からの鉄道技術研究所による精密な解析の結果であるが、対策は速やかには進まず、1955年9月には相模線でキハ41314が車軸折損による横転事故を起こしている。結局、41300・41400・41500の各形式合計135両の動輪は、圧延一体車輪導入とセットで太さを増した1954年設計の新車軸（図面番号VC4446タイプ）に1955-1956年に交換され、追ってエンジンを制御するガバナを改良型のニューマチック・ガバナとすることで、ようやく自励振動発生・折損の抑制に至っている。

### 寒冷地対策改造
41000形気動車に起源をもつ気動車はその簡易な構造上、本来は酷寒地に向く車両ではなかったが、1951年のディーゼル化改造開始以降は室蘭本線・日高本線を皮切りに北海道の路線への転用も増え、多くはスノープラウ装着や、液体式気動車同様に軽油燃焼式暖房器（三国ヴェバスト式または五光式）を搭載するなど各種の寒冷地対策を施されて、名寄本線のような酷寒地域の路線にまで運用された。1954年以降渡道する41000系列が増加、1957年4月時点の気動車配置表によれば、道内には道北・道東を主として、旧41000形の系統に属する気動車が36両も配置されていた。これらは1958年-1960年代前期にかけ、本格的な酷寒地用の両運転台液体式気動車であるキハ22形の大量増備で置き換えられるまで、耐寒性能の不備や、総括制御ができない機械式の制約を押して運用が続けられた。一部は便所取付改造も行われたとされるが改造された時期や車号などは解明されていない。

## 廃車
戦後間もなく一部が地方私鉄に譲渡された。さらに昭和30年代以降、老朽化や大型気動車導入による余剰により、廃車あるいは私鉄への譲渡がなされ、少しずつ数を減らしていったが、三河島事故を受けて整備が急がれたATS車上子搭載工事の対象外とされたため、国鉄線上にATSが完備された1966年（昭和41年）をもって営業運転を終了した。
なお、向日町運転所に配置されていたキハ06 43は、向日町運転所の職員輸送用車として廃車を免れ、例外的にATSも装備されて最寄駅と運転所間を往復していたが、1969年（昭和44年）に廃車された。

## 地方私鉄への譲渡
キハ41000グループは、地方鉄道に67両（キハ40000形を含めると77両）が払い下げられた。16m級の車体が地方私鉄には手頃な大きさだったことや、戦時中の休車が復活せずに廃車された際の譲渡例は多く、中には複数の鉄道会社を渡り歩いた車両もある。
また、譲渡後に液体式への改造、機関の交換を行ったものも多かった。なお、キハ06形の譲渡車は無かった。

### 旭川電気軌道
旭川電気軌道では1967年にキハ05 16を譲り受け、付随客車コハ05 1 としてラッシュ時にのみ使用した。書類上はキハ05 16となっているが、実際はキハ05 12の振り替えと推測されている。
1972年12月31日の軌道線廃止により廃車となった。廃車後は同社の他の車両とともに、洞爺湖町の洞爺少年自然の家に保存されたが、現存しない。

### 美唄鉄道
美唄鉄道では1965年（昭和40年）にキハ05 11・14・20の3両の払い下げを受け、キハ101 - 103として使用した。入線時に自社工場で液体式に改造、総括制御可能とした。
1972年5月31日の美唄鉄道廃止により廃車となった。廃車後もキハ102・103の2両が苫小牧市のTBS樽前ハイランドに保存されていたが、1985年にキハ102が解体され、1987年の閉園後も放置されていたキハ101も1996年頃までに解体された。

### 南部鉄道
尻内駅（後の八戸駅） - 五戸駅を結んでいた南部鉄道では、キハ40000形2両に次いで1949年（昭和24年）にキハ41094の払い下げを受け、キハ41001として使用した。1963年（昭和38年）に機関をDMF13に換装し、液体式に改造された。1968年には同和鉱業小坂鉄道事業所からキハ1005（元国鉄キハ05 25）が入線している。
南部鉄道は1968年5月16日に発生した十勝沖地震の被害を受け、1969年3月31日に廃止となった。キハ41003は岩手開発鉄道へ譲渡された。

### 岩手開発鉄道
1950年に開業した岩手開発鉄道では旅客輸送用にキハ40000形が入線していたが、1969年に廃止となった南部鉄道から予備車としてキハ41003を譲り受けた。車番に変更はなく、エンジンはDA55、動力伝達も機械式のままであった。予備車のため稼働機会は少なく、夕張鉄道からキハ200形キハ201を譲受したキハ300形キハ301の入線により1975年12月に廃車となった。

### 同和鉱業小坂鉄道事業所
同和鉱業小坂鉄道事業所では1958年にキハ05 25の払い下げを受け、キハ1005として入線した。花岡線で使用されたが、キハ2100形の新製投入により余剰となり、1968年に南部鉄道へ譲渡された。

### 秋田中央交通

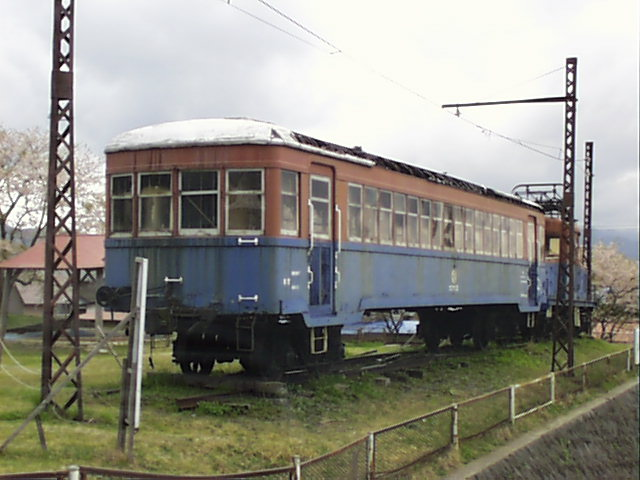
秋田中央交通ナハフ10。譲渡後に機関を取り外し客車として使用された例の一つ。

秋田中央交通では1949年に廃車となったキハ41059・41085の2両が入線した。エンジンを取り外し、電気機関車が牽引する客車（ナハフ10・20）として1951年より使用していた。1969年7月10日の廃止まで使用され、廃止後もナハフ20は五城目町立五城目小学校に保存されていた。

### 羽後交通
羽後交通では1959年（昭和34年）にキハ04 4の払い下げを受け、キハ4として横荘線で使用した。1971年8月20日の横荘線廃止により雄勝線に転属したが、予備車として扱われた。1973年4月1日の雄勝線の廃線により廃車となった。

### 福島臨海鉄道
小名浜臨港鉄道時代の1950年にキハ41039の払い下げを受け、キハ101として使用した。1967年4月1日には国鉄の資本参加により福島臨海鉄道となったが、1972年9月30日限りで旅客営業が廃止された。

### 東野鉄道
東野鉄道ではキハ41008・キハ04 3の2両が入線、キハ500形502・503として使用された。1968年12月14日の廃止後、キハ502は茨城交通に譲渡された。

### 茨城交通
茨城交通では1958年に廃車となったキハ04 5の払い下げを受け、ケハ45として茨城線で使用された。1971年2月11日の茨城線廃止後は湊線へ転用された。
1969年には東野鉄道からキハ502が入線し、ケハ46として湊線に投入された。1971年に客車化されハフ46として使用されたが、1980年に廃車となっている。

### 関東鉄道・筑波鉄道

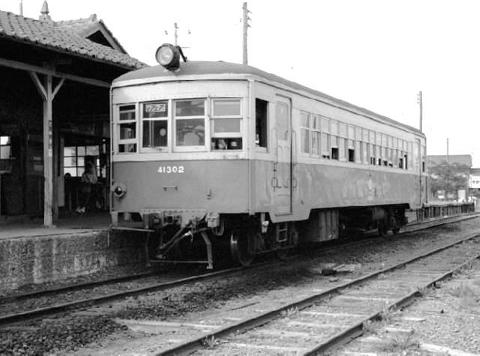
関東鉄道キハ41302

関東鉄道では国鉄から多くの車両が直接入線している以外にも、他社を経て入線した車両もある。
常総線では1950年（昭和25年）にキハ41122・41124・41086・41089の払い下げを受け、キハ41001 - 41004とした後、キハ0410・0424の払い下げを受けてキハ41005・41006とし、更に1963年（昭和38年）にキハ04 23の払い下げを受け、これはキサハ41801として1979年（昭和54年）まで使用した。
竜ヶ崎線ではキハ04 36・04 18の払い下げを受け、キハ41302・41303として使用した。41302はワンマンカーとなった。
鉾田線→鹿島鉄道ではキハ04 7の払い下げを受け、キハ41301とした他、後に竜ヶ崎線からキハ41303、常総線からキハ41004 - 41006の4両が転入し、キハ41005・41006はこの2両は片運転台化され、貫通路が設置されてキハ411・412となった。晩年には前面が2枚窓化されている。
筑波線→筑波鉄道では、1972年（昭和47年）に北陸鉄道能登線からキハ5211・5212（元遠州鉄道802・801）が入線してキハ461・462となった。キハ462は1981年に廃車となったが、キハ461は1987年の筑波線廃止まで在籍し、廃車後も茨城県つくば市のさくら交通公園で保存された。このキハ461は2007年よりさいたま市の鉄道博物館でキハ41307に復元して展示されている。

### 小湊鉄道
小湊鉄道ではキハ41076・41048・41049・41006の4両の払い下げを受け、キハ41001 - 41004として使用した。キハ200形の増備により1968年3月にキハ41003・41004が、1975年5月にキハ41001・41002が廃車となった。

### 遠州鉄道
遠州鉄道の二俣電車線（新浜松 - 西鹿島間、後の鉄道線）は電化路線であったが、非電化である国鉄二俣線（現：天竜浜名湖鉄道）西鹿島 - 遠江森（現：遠州森）間の直通運転を実施するため気動車が必要となり、1958年（昭和33年）に廃車となったキハ04 6・8・1の払い下げを受けてキハ801・802・803として導入した。
1958年（昭和33年）11月（803は1959年）より使用開始されたが、乗り入れ終了に伴い1966年（昭和41年）に廃車、全車北陸鉄道に譲渡され能登線で使用された。

### 蒲原鉄道
蒲原鉄道では1950年（昭和25年）にキハ41120の払い下げを受け、エンジンを撤去して電車の制御車化、クハ10として使用された。蒲原鉄道唯一のクロスシート車であった。片運転台化の上、正面は3枚窓に改造されていたが、側面はそのままであった。1998年の全線廃止まで稼動し、電車化されたもののキハ41000形に由来する最後の稼働車となった。

### 新潟交通
新潟交通では1944年に廃車となったキハ41080の払い下げを受け、エンジンを撤去して制御車化、1952年よりクハ37として使用した。1989年12月に廃車となっている。

### 北陸鉄道
北陸鉄道では1950年（昭和25年）にキハ41043を譲り受け、キハ5201として羽咋駅 - 三明駅間の能登線で使用した。さらに1966年（昭和41年）に遠州鉄道からキハ801 - 803を譲り受け、キハ5212・5211・5213として使用した。能登線廃止後、5211・5212は関東鉄道に譲渡された。
また、浅野川線の電車付随車用として、キサハ04 101・キサハ04 102を譲り受け、それぞれサハ1651・サハ1652として使用を開始し、その後制御車化改造を行い、クハ1651・クハ1652となった。なお、キサハ改造前の原車番はそれぞれキハ41041・キハ41040である。

### 三岐鉄道
三岐鉄道ではキハ41097を譲り受け、キハ81として入線した。1951年の入線後にDMH17に換装され、国鉄四日市駅への乗り入れに使用された。1964年（昭和39年）に玉野市営電気鉄道へ譲渡されてキハ101となった。

### 江若鉄道
江若鉄道ではキハ41014・41023・41044・41045の4両の払い下げを受け、C14形キハ14 - 17（14・15は2代目）として使用した。連合国軍のキャンプ場および演習場が沿線にあった関係で1946年（昭和21年）にはキハ41014が入線していたこと（公式には1950年払い下げ）が確認されており、非公式ながらキハ41000形の私鉄払い下げ第1号であったと見られている。
江若鉄道は国鉄湖西線建設に伴って1969年（昭和44年）に廃止となった。路線廃止後、キハ16は御坊臨港鉄道へ譲渡されたが、残りの3両は全車三井寺下車庫で解体された。

### 北丹鉄道
福知山駅と河守駅を結んでいた北丹鉄道では1965年（昭和40年）・1967年（昭和42年）にキハ04 28・04 22の払い下げを受け、キハ101・102として使用した。
北丹鉄道は宮津駅からの国鉄宮守線が開通して接続される予定であったが、宮守線開通を待たずに1971年に休止、1974年に廃止となり、キハ101・102も廃車解体された。福知山 - 宮津間の鉄道は1988年の宮福鉄道（後の北近畿タンゴ鉄道→京都丹後鉄道）宮福線として開通している。

### 紀州鉄道
紀州鉄道では御坊臨港鉄道時代の1950年（昭和25年）にキハ41055の払い下げを受けてキハ308とした他、1969年（昭和44年）に江若鉄道よりキハ16を譲受し、同番で使用した。紀州鉄道へ社名変更後の1974年には有田鉄道で余剰となったキハ205（元キハ40128）が入線し、有田鉄道時代の番号で使用された。
1976年に大分交通の耶馬渓線廃止で余剰となったキハ600形キハ603・604が入線したのに伴い、キハ202が1977年、キハ308が1979年、キハ16が1986年に廃車となった。

### 有田鉄道
有田鉄道ではキハ41038・41078の払い下げを受けてキハ205・206として使用した。キハ205は1955年に加越能鉄道へ譲渡され、譲渡先でキハ11055として整備予定であったが車庫の火災で消失した。キハ206は1953年7月17日の集中豪雨で大破し廃車となった。
その後、1960年に一畑電気鉄道より立久恵線で使用されたキハ5を譲受し、キハ202として使用した。国鉄キハ07形の入線で余剰となり、キハ202は1974年に紀州鉄道へ譲渡された。

### 別府鉄道

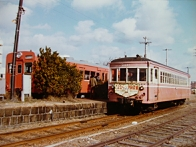
別府鉄道キハ101。1984年1月頃。

別府鉄道では同和鉱業片上鉄道事業所より1両（キハ41057→キハ301）を譲受、キハ101として入線した。野口駅 - 別府港駅間の野口線で使用されたが、1984年1月31日の別府鉄道は廃止により廃車となった。廃車後は加古川市内の中島公園で保存された。

### 同和鉱業片上鉄道事業所

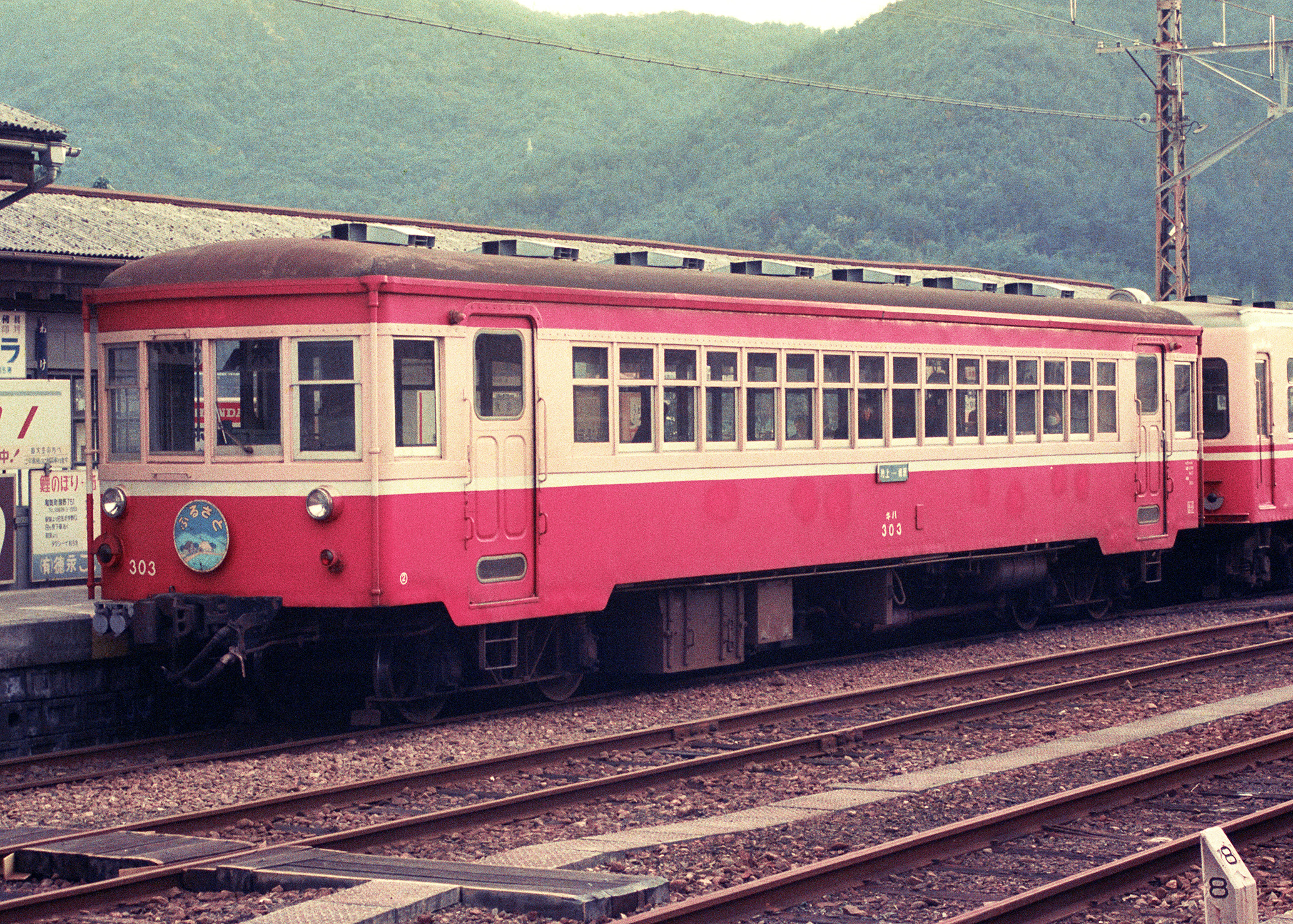
同和鉱業キハ303（元キハ41071）

同和鉱業片上鉄道事業所では1950年（昭和25年）にキハ41057・41096、1952年（昭和27年）にキハ41071, 1959年（昭和34年）にキハ05 33の合計4両が入線し、キハ3001 - 3003・3006として使用した。1967年（昭和42年）に、キハ300形キハ301 - 303・305と改番して自社発注車のキハ310形と区別している。
1974年にキハ301が別府鉄道へ譲渡され、1981年にキハ302・305が廃車となった。キハ303は1991年（平成3年）7月1日の鉄道廃止まで旅客営業に使用された。キハ303は廃止後も柵原ふれあい鉱山公園で動態保存されている。

### 玉野市営電気鉄道
玉野市営電気鉄道は動力費削減のため1964年11月より電車から内燃動車による運転となり、熊延鉄道の気動車とともに三岐鉄道のキハ81（元キハ40197）が入線してキハ101となった。
内燃動力化後も経営は改善せず、1972年（昭和47年）に路線が廃止となった。キハ101は廃止後に工業団地の詰所として使用されたが、後に解体された。

### 水島臨海鉄道
水島臨海鉄道（譲渡当時は倉敷市交通局）では1958年（昭和33年）にキハ04 11・32の2両の払い下げを受け、キハ311・312とした。1976年からの元国鉄キハ10系入線により1977年までに廃車されている。

### 一畑電気鉄道
一畑電気鉄道の立久恵線では、出雲鉄道時代の1949年にキハ40000形2両の払い下げを受けたキハ2・3が運用されていたが、1961年2月にキハ3が転覆事故を起こして廃車となった。この代替車として1962年（昭和37年）にキハ04 29を譲受し、キハ5とした。
立久恵線は1964年7月の集中豪雨被害により1965年2月17日に廃止となり、廃止後は有田鉄道へ譲渡されキハ202となった。

## キハ41000形の設計流用製造車

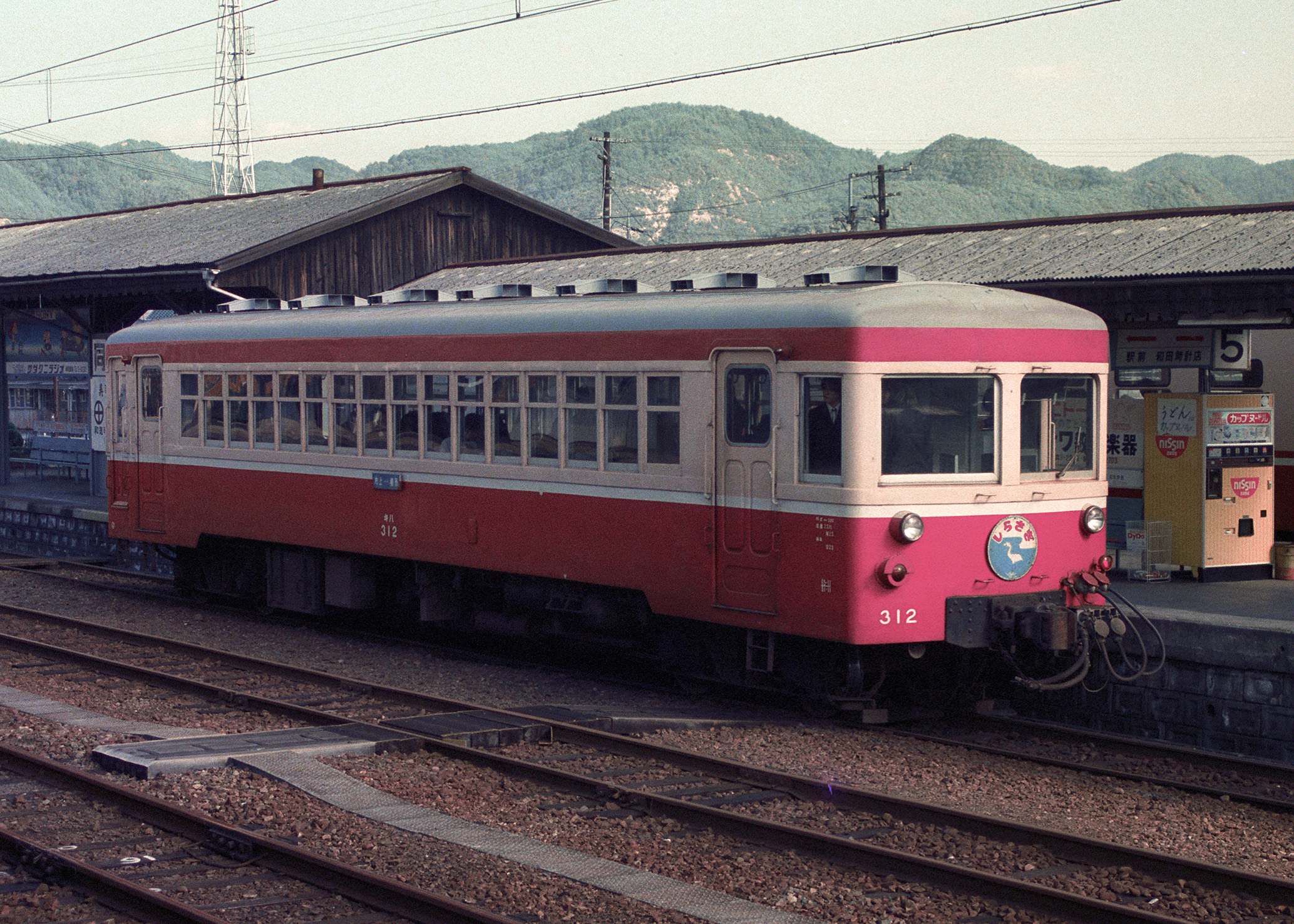
同和鉱業キハ312

鉄道省の標準型気動車として量産されたキハ41000形には、鉄道省自身の手になるキハ40000形の他、下記の各社に、その設計を流用して製造された姉妹車と呼ぶべき車両が存在した。
鉄道省樺太鉄道局樺太庁鉄道キハ2000形として窓配置を (1) BD (1) 11 (1) D1（D：客用扉、B：荷物室扉、(1)：戸袋窓）とした旅客・荷物合造車を1933年（昭和8年）・1934年（昭和9年）に汽車製造東京支店（2001・2002）と日本車輌製造東京支店 (2003) で製造した。キハ41000形との変更点は、車体は側面窓幅が700 mmと広いこと、室内はロングシートで冬季には一部座席を外して石炭ストーブを取付けるようになっており、屋根上にはその煙突が設置されてベンチレーターが6箇所となっていたこと、機関がウォーケシャ6RBとなるなど、アメリカ製の機関・駆動系を搭載し、動台車が軸距850 + 1,250 mmの偏心式であることなどであった。また、汽車会社製のものは台車が下揺枕と端梁付き、日本車輌製造製のものは動軸に砂撒管付きで正面運転台前の窓に旋回窓が設置してあるなどの差異もあった。樺太の内地編入にともない、鉄道省キハニ2000形となる。
津軽鉄道窓配置を1D (1) 11 (1) D1（D：客用扉、(1)：戸袋窓）とし、客用扉幅を900 mm, 側面窓幅を700 mmにそれぞれ拡大、車体長を500 mm短縮するなどしたキハ2400形2402・2403を1950年（昭和25年）に新潟鐵工所で製造した。室内はオールロングシート、連結器は座付の自動連結器、機関は日野DA55で当初は代燃ガス発生装置付で、変速機、逆転機のギア比もキハ41000形とは異なっていた。
羽後鉄道旧日本鉄道の雑形客車の台枠と、手持ちのTR29台車を用いて、1950年（昭和25年）に宇都宮車両でキハ1形1として本形式のほぼ同型車を製造した。室内はロングシート、機関は日野DA54改で変速機、逆転機のギア比もキハ41000形とは異なっていたが、1957年（昭和32年）の車庫火災で焼失、廃車解体された。
小名浜臨港鉄道新宮鉄道買収気動車の車体更新名目で、1953年（昭和28年）に日本車輌製造東京支店にてキハ41600形相当のキハ103を新製。
関東鉄道常総線元北九州鉄道ジハ20の台車流用で日本車輌製造東京支店にてキハ41600形相当の車体を新製し、キハ41020形41021として使用した。室内はロングシート、台車は汽車会社製で動台車が750 + 1,150 mmの偏心式の端梁付き菱枠台車、機関は日野DA54で変速機、逆転機のギア比もキハ41000形とは異なっていた。
五日市鉄道1936年（昭和11年）にキハ41000形をベースに前面のみキハ42000形と同形のものに変更したキハ500形501・502を新潟鐵工所で製造した。詳細は五日市鉄道キハ500形気動車の項を参照。
同和鉱業片上鉄道事業所1953年（昭和28年）にキハ04と同様の基本設計によるキハ3004・3005を宇都宮車両で新造。1967年（昭和42年）にキハ310形311・312と改番した。長柱を用いた張り上げ屋根、乗務員扉の設置、正面の2枚窓など、国鉄キハ04形に準じていながら随所にオリジナルの要素が加えられていた。機関は戦後製ながら当初GMF13であったが、変速機、逆転機のギア比はキハ41000形とは異なっていた。キハ311は1985年（昭和60年）に廃車後、個人に引き取られ、静態保存されている。また、キハ312は1991年（平成3年）7月1日の鉄道廃止まで旅客営業に使用され、鉄道廃止後は柵原ふれあい鉱山公園で動態保存及び展示運転されている。
中国鉄道燃料統制が始まった1937年（昭和12年）に、商工省の規制枠を回避すべく、一旦3両分の申請認可後に、1両の追加申請を「増車」扱いとして改めて受理するという、会社と鉄道省が示し合わせた一種の回避策を用いることで、日本車輌製造、加藤車両、川崎車輌の3社でキハニ190形190, キハニ200形200・201, キハニ210形210として同時に4両を新製した。これらは軸距が850 mm + 1,250 mmの偏心台車を動台車として装着したキハニ210形を除き、車体・台車はほぼ完全にキハ41000形相当であったが、機関・駆動系はエンジンがウォーケシャ6RB, 変速機はコッターFA, クラッチはロング34Aと、中国鉄道の気動車の標準仕様に従って全てアメリカ製機器が採用されていた。これらは国有化後、キハニ190を除き私鉄各社へ払い下げられ、それぞれ岡山臨港鉄道キハ3001（キハニ200）、倉敷市営鉄道キハ310（キハニ201）、長門鉄道キハ10（キハニ210）→防石鉄道キハ103→島原鉄道キサハ211→ユニ211となった。なお、キハニ190はその後も長く国鉄に残留し、1949年（昭和24年）に雑形客車としての形式を与えられて保健車のコヤ6680となり、更に1953年（昭和28年）の形式改定でコヤ2600と改番され、1968年（昭和43年）まで釧路機関区に配置されて使用された。
山鹿温泉鉄道国鉄線乗り入れ用として1951年（昭和26年）にキハ1形1・2を新潟鐵工所で新製。同じメーカーの手になる津軽鉄道キハ2402・2403と同様、窓配置が1D (1) 11 (1) D1（D：客用扉、(1)：戸袋窓）で側面窓幅700 mm, 客用扉幅900 mmで、低いホームに対応するため客用扉と戸袋窓部の下部が大きく下がり、2段ステップを備えているのが特徴であった。室内はクロスシート3ボックスとロングシートの組み合わせ、機関は日野DA55Aで変速機、逆転機のギア比もキハ41000形とは異なっていた。予備車がない運用のため、1957年7月の水害による国鉄線直通途絶までは、予備エンジンを用意して夜間に換装することでフル稼働した。路線廃止後にメーカーの新潟鐵工所に引き取られており、同社大山工場で改装工事施工中の1965年撮影の写真が残っている。同社が同時期に類似車を納入していた津軽鉄道への転売を目的にしたものとされるが、経緯不明ながら頓挫、そのまま解体されたと見られている。

## 保存車
- 筑波鉄道キハ461は廃車後の1987年7月に愛好家団体「LINER」が購入し、原番号であるキハ04 8に戻された上で、茨城県つくば市のさくら交通公園に保存された[55]。その後「キハ048保存会」へ無償譲渡され修復活動などを実施[55]。2007年（平成19年）には東日本鉄道文化財団に寄贈となり、キハ41307時代の仕様へ復元され、さいたま市大宮区の鉄道博物館で展示されている。
- 蒲原鉄道クハ10は個人に引き取られ保存されていたが、2013年6月に解体。部品は後述のキハ303の修理に充てられることとなった。
- 別府鉄道キハ101は同線の廃止後、兵庫県加古川市内の公園に保存されていたが、荒廃が進み、2008年（平成20年）頃に解体された。
- 同和鉱業片上鉄道事業所キハ303は、廃止後も岡山県の柵原ふれあい鉱山公園にて、片上鉄道保存会の手により動態保存・展示運転されている。現在、可動状態にある唯一のキハ04形である。